# Referendum federali in Svizzera del 2024
In Svizzera nel 2024 si sono tenuti due referendum popolari il 3 marzo, quattro il 9 giugno, due il 22 settembre e quattro il 24 novembre.

## Referendum di marzo

### Primo quesito
Il primo quesito riguardava l'iniziativa popolare Vivere meglio la pensione (Iniziativa per una 13esima mensilità AVS). L'iniziativa chiedeva di aumentare la rendita pensionistica AVS aggiungendo ogni anno una tredicesima mensilità, senza che tale supplemento comportasse la riduzione delle prestazioni complementari. La rendita minima AVS sarebbe quindi stata innalzata da 14.700 a 15.925 franchi e quella massima da 29.400 a 31.850 franchi. Tale incremento era considerato indispensabile dal comitato promotore a causa dell'aumento del costo della vita.
Il Parlamento aveva respinto l'iniziativa, il Consiglio nazionale con 126 no, 69 sì e 2 astensioni e il Consiglio degli Stati con 31 no, 10 sì e 1 astensione. Anche il Consiglio federale raccomandava di respingere l'iniziativa ritenendo i costi supplementari non sostenibili se non a fronte di un incremento delle imposte e rilevando che la maggior parte dei pensionati non necessitasse di tale aumento disponendo di entrate supplementari come le rendite delle casse pensioni mentre le persone in difficoltà a provvedere al proprio sostentamento avessero già diritto a prestazioni complementari.

### Secondo quesito
Il secondo quesito riguardava l'iniziativa popolare Per una previdenza vecchiaia sicura e sostenibile (Iniziativa sulle pensioni). L'iniziativa proponeva di innalzare progressivamente l'età di pensionamento per entrambi i sessi da 65 a 66 anni entro il 2033 e, in seguito, di adeguarla automaticamente in funzione della speranza di vita media. Ciò avrebbe garantito a lungo termine il finanziamento dell'AVS che i promotori ritenevano seriamente a rischio.
Il Parlamento aveva respinto l'iniziativa, il Consiglio nazionale con 143 no, 40 sì e 11 astensioni e il Consiglio degli Stati con 32 no, 11 sì e 1 astensione. Anche il Consiglio federale raccomandava di respingere l'iniziativa ritenendo troppo rigido l'automatismo che avrebbe determinato l'aumento dell'età di pensionamento tramite un calcolo matematico senza considerare altri aspetti come lo sviluppo dell'economia e del mercato del lavoro.

### Risultati
| Titolo sintetico                         | Sì        | Sì   | No        | No   | Nulli  | Totale    | Iscritti  | Affluenza | Cantoni a favore | Cantoni a favore | Cantoni contro | Cantoni contro | Risultato |
| Titolo sintetico                         | Voti      | %    | Voti      | %    | Nulli  | Totale    | Iscritti  | Affluenza | Pieni            | Mezzi            | Pieni          | Mezzi          | Risultato |
| ---------------------------------------- | --------- | ---- | --------- | ---- | ------ | --------- | --------- | --------- | ---------------- | ---------------- | -------------- | -------------- | --------- |
| Iniziativa per una 13esima mensilità AVS | 1.884.096 | 58,3 | 1.350.325 | 41,7 | 28.758 | 3.263.179 | 5.591.446 | 58,36%    | 14               | 2                | 6              | 4              | Approvato |
| Iniziativa sulle pensioni                | 808.578   | 25,2 | 2.393.930 | 74,8 | 47.547 | 3.250.055 | 5.591.446 | 58,13%    | 0                | 0                | 20             | 6              | Respinto  |

## Referendum di giugno

### Primo quesito
Il primo quesito riguardava l'iniziativa popolare Al massimo il 10 per cento del reddito per i premi delle casse malati (Iniziativa per premi meno onerosi). L'iniziativa chiedeva che i premi a carico degli assicurati dell'assicurazione obbligatoria delle cure medico-sanitarie non superassero il 10 per cento del reddito disponibile. La Confederazione e i Cantoni avrebbero dovuto di conseguenza incrementare le risorse da destinare alle riduzioni dei premi con la Confederazione che avrebbe coperto i due terzi degli importi di tali riduzioni e i Cantoni il restante terzo.
Il Parlamento aveva respinto l'iniziativa, il Consiglio nazionale con 123 no, 70 sì e 3 astensioni e il Consiglio degli Stati con 32 no, 11 sì e 1 astensione. Anche il Consiglio federale raccomandava di respingere l'iniziativa ritenendola troppo onerosa in quanto avrebbe comportato per la Confederazione spese supplementari annuali di miliardi di franchi. Parlamento e Consiglio avevano inoltre elaborato un controprogetto indiretto, che sarebbe entrato in vigore in caso di respingimento dell'iniziativa, che prevedeva che il Consiglio federale stabilisse ogni quattro anni l’aumento massimo ammesso dei costi a carico dell’assicurazione obbligatoria vagliando misure correttive in caso di superamento di tale soglia.

### Secondo quesito
Il secondo quesito riguardava l'iniziativa popolare Per premi più bassi – Freno ai costi nel settore sanitario (Iniziativa per un freno ai costi). L'iniziativa chiedeva l'introduzione di un freno ai costi dell'assicurazione obbligatoria delle cure medico-sanitarie. Se l’aumento dei costi sanitari superasse di oltre il 20% l’aumento dei salari, la Confederazione e i Cantoni avrebbero dovuto adottare provvedimenti per ridurre i costi. L’iniziativa non specificava le modalità di calcolo dei salari e della crescita economica né i provvedimenti da adottare per ridurre i costi, che sarebbero quindi stati stabiliti dal Parlamento in sede di legge attuativa.
Il Parlamento aveva respinto l'iniziativa, il Consiglio nazionale con 110 no, 31 sì e 55 astensioni e il Consiglio degli Stati con 20 no, 14 sì e 10 astensioni. Anche il Consiglio federale raccomandava di respingere l'iniziativa ritenendola troppo rigida in quanto non prendeva in considerazione altri motivi che possono causare un aumento dei costi sanitari come l’invecchiamento della popolazione o i progressi
della medicina. Anche a questa seconda iniziativa si contrapponeva lo stesso controprogetto indiretto del Parlamento e del Consiglio relativo al primo quesito.

### Terzo quesito
Il terzo quesito riguardava l'iniziativa popolare Per la libertà e l’integrità fisica. L'iniziativa, promossa nel contesto della pandemia di COVID-19 e della relativa vaccinazione, chiedeva che gli interventi statali che incidono sull'integrità fisica o psichica di una persona potessero essere effettuati solo se questa avesse dato il suo consenso. L'iniziativa chiedeva inoltre che nessuno potesse essere punito o penalizzato per aver rifiutato di dare il proprio consenso.
Il Parlamento aveva respinto l'iniziativa, il Consiglio nazionale con 145 no, 49 sì e 1 astensione e il Consiglio degli Stati con 37 no, nessun sì e 7 astensioni. Anche il Consiglio federale raccomandava di respingere l'iniziativa evidenziando che il rispetto dell’integrità fisica fosse già sancito dalla Costituzione e che l'iniziativa fosse formulata in termini così generici da poter comprendere in linea di principio anche le attività di polizia e l’esecuzione delle pene.

### Quarto quesito
Il quarto quesito riguardava la conferma della legge federale del 29 settembre 2023 su un approvvigionamento elettrico sicuro con le energie rinnovabili (Modifica della legge federale sull’energia e della legge sull’approvvigionamento elettrico). La legge proponeva una serie di misure con l'obiettivo di aumentare in tempi brevi la produzione in Svizzera di elettricità a partire da fonti rinnovabili come acqua, sole, vento o biomassa aumentando l'autosufficienza energetica del Paese. Le misure principali consistevano in una serie di incentivi e promozioni all'installazione di impianti fotovoltaici sugli edifici, di condizioni di pianificazione agevolate per impianti eolici e solari oltre che il via libera alla realizzazione di 16 progetti idroelettrici che prevedevano la costruzione di nuove dighe o l'innalzamento di dighe già esistenti.
Il Parlamento aveva approvato la legge, il Consiglio nazionale con 177 sì e 19 no e il Consiglio degli Stati all'unanimità con 44 sì. Contro la legge era stato chiesto un referendum da parte di un comitato ambientalista che sosteneva che la legge avrebbe facilitato il disboscamento e permesso di devastare il paesaggio e di distruggere biotopi protetti.

### Risultati
| Titolo sintetico                               | Sì        | Sì   | No        | No   | Nulli  | Totale    | Iscritti  | Affluenza | Cantoni a favore | Cantoni a favore | Cantoni contro | Cantoni contro | Risultato |
| Titolo sintetico                               | Voti      | %    | Voti      | %    | Nulli  | Totale    | Iscritti  | Affluenza | Pieni            | Mezzi            | Pieni          | Mezzi          | Risultato |
| ---------------------------------------------- | --------- | ---- | --------- | ---- | ------ | --------- | --------- | --------- | ---------------- | ---------------- | -------------- | -------------- | --------- |
| Iniziativa per premi meno onerosi              | 1.117.095 | 44,5 | 1.391.645 | 55,5 | 36.415 | 2.545.155 | 5.599.464 | 45,45%    | 7                | 1                | 13             | 5              | Respinto  |
| Iniziativa per un freno ai costi               | 927.386   | 37,2 | 1.563.769 | 62,8 | 51.273 | 2.542.428 | 5.599.464 | 45,40%    | 5                | 0                | 15             | 6              | Respinto  |
| Iniziativa per la libertà e l'integrità fisica | 655.106   | 26,3 | 1.838.740 | 73,7 | 46.842 | 2.540.688 | 5.599.464 | 45,37%    | 0                | 0                | 20             | 6              | Respinto  |
| Legge sull'approvvigionamento elettrico sicuro | 1.717.607 | 68,7 | 781.811   | 31,3 | 44.008 | 2.543.426 | 5.599.464 | 45,42%    | -                | -                | -              | -              | Approvato |

## Referendum di settembre

### Primo quesito
Il primo quesito riguardava l'iniziativa popolare Per il futuro della nostra natura e del nostro paesaggio (Iniziativa biodiversità). L'iniziativa chiedeva più fondi e più superfici protette per la biodiversità, esigeva un maggiore impegno da parte della Confederazione e dei Cantoni per la salvaguardia di paesaggi e siti
caratteristici, chiedeva che gli elementi distintivi di tali siti fossero mantenuti intatti e mirava a rafforzare la tutela del paesaggio anche al di fuori delle zone protette.
Il Parlamento aveva respinto l'iniziativa, il Consiglio nazionale con 124 no, 72 sì e 2 astensioni e il Consiglio degli Stati con 33 no e 12 sì. Anche il Consiglio federale raccomandava di respingere l'iniziativa ritenendola eccessiva poiché limitava eccessivamente il margine di azione dello Stato in ambiti importanti come l’approvvigionamento energetico, l’agricoltura e lo sviluppo degli insediamenti.

### Secondo quesito
Il secondo quesito riguardava la conferma della modifica del 17 marzo 2023 della legge federale sulla previdenza professionale per la vecchiaia, i superstiti e l’invalidità (LPP) (Riforma della previdenza professionale). La riforma tentava di porre rimedio al problema del finanziamento delle rendite della previdenza professionale svizzera diventato insostenibile a causa dei rendimenti particolarmente bassi sui mercati finanziari e dell’aumento della speranza di vita. A tal fine la riforma riduceva dal 6,8 al 6,0 per cento l’aliquota di conversione nella parte obbligatoria della previdenza professionale da cui si calcolava l'ammontare delle rendite. Per ridurre il meno possibile le rendite, la riforma prevedeva delle misure compensative: l'aumento dei contributi salariali da versare a carico dei lavoratori e dei datori di lavoro e l'introduzione di un supplemento di rendita per la generazione di transizione cioè i lavoratori prossimi alla pensione (con meno di 15 anni di lavoro residuo) che non avrebbero avuto il tempo di accumulare un avere di vecchiaia sufficiente con l'aumento di contributi introdotto dalla riforma. La riforma abbassava infine la soglia di entrata alla previdenza professionale da 22.050 a 19.845 franchi all'anno di RAL, aumentando la platea dei lavoratori assicurabili.
Il Parlamento aveva approvato la legge, il Consiglio nazionale con 113 sì, 69 no e 15 astensioni e il Consiglio degli Stati con 29 sì, 8 no e 5 astensioni. Contro la legge era stato chiesto un referendum da parte di un comitato che riteneva la riforma una "fregatura" che comportava che i lavoratori assicurati pagassero più contributi ricevendo rendite ancor più basse e sosteneva che l'unico beneficiario della riforma fosse l'industria finanziaria che avrebbe continuato a guadagnare miliardi a scapito degli assicurati.

### Risultati
| Titolo sintetico                       | Sì      | Sì   | No        | No   | Nulli  | Totale    | Iscritti  | Affluenza | Cantoni a favore | Cantoni a favore | Cantoni contro | Cantoni contro | Risultato |
| Titolo sintetico                       | Voti    | %    | Voti      | %    | Nulli  | Totale    | Iscritti  | Affluenza | Pieni            | Mezzi            | Pieni          | Mezzi          | Risultato |
| -------------------------------------- | ------- | ---- | --------- | ---- | ------ | --------- | --------- | --------- | ---------------- | ---------------- | -------------- | -------------- | --------- |
| Iniziativa biodiversità                | 926.059 | 37,0 | 1.579.467 | 63,0 | 30.435 | 2.535.961 | 5.611.289 | 45,19%    | 1                | 1                | 19             | 5              | Respinto  |
| Riforma della previdenza professionale | 810.569 | 32,9 | 1.655.513 | 67,1 | 61.464 | 2.527.546 | 5.611.289 | 45,04%    | -                | -                | -              | -              | Respinto  |

## Referendum di novembre

### Primo quesito
Il primo quesito riguardava la conferma del decreto federale del 29 settembre 2023 sulla Fase di potenziamento 2023 delle strade nazionali. La legge si proponeva di decongestionare sei tratti della rete stradale nazionale aggiungendo una corsia autostradale supplementare in tre tratti dell'A1 tra Le Vengeron e Nyon, tra Berna-Wankdorf e Schönbühl e tra Schönbühl e Kirchberg e realizzando una nuova galleria sotto il Reno a Basilea per l'A2, una seconda canna della galleria Fäsenstaub a Sciaffusa per l'A4 e una terza canna della galleria del Rosenberg a San Gallo per l'A1. Il costo dei progetti ammontava a 4,9 miliardi di franchi.
Il Parlamento aveva approvato la legge, il Consiglio nazionale con 107 sì, 87 no e 1 astensione e il Consiglio degli Stati con 33 sì, 6 no e 5 astensioni. Contro la legge era stato chiesto un referendum da parte di un comitato che riteneva che l'ampliamento avesse un costo esorbitante e un impatto eccessivo in termini di consumo del suolo oltre ad essere controproducente in termini di incremento del traffico, dell'inquinamento e del rumore.

### Secondo quesito
Il secondo quesito riguardava la conferma della modifica del 29 settembre 2023 del Codice delle obbligazioni (Diritto di locazione: sublocazione). La legge intendeva impedire gli abusi nell’ambito della sublocazione, in particolare sulle piattaforme online, stabilendo che il locatario che volesse sublocare la propria abitazione o un locale commerciale dovesse farne richiesta scritta al locatore e ottenere il suo consenso scritto e che il locatore potesse rifiutare la sublocazione, in particolare se la durata prevista superasse i due anni. Qualora il locatario violasse gli obblighi connessi alla sublocazione, il locatore avrebbe potuto inviare una diffida scritta. Se la diffida fosse restata infruttuosa, il locatore avrebbe avuto la possibilità di disdire il contratto di locazione con un preavviso di 30 giorni.
Il Parlamento aveva approvato la legge, il Consiglio nazionale con 108 sì, 85 no e 2 astensioni e il Consiglio degli Stati con 32 sì e 11 no. Contro la legge era stato chiesto un referendum da parte di un comitato che riteneva che la legge fosse vessatoria dei confronti di migliaia di inquilini e che il suo vero obiettivo fosse agevolare le disdette per poi aumentare ulteriormente le pigioni.

### Terzo quesito
Il terzo quesito riguardava la conferma della modifica del 29 settembre 2023 del Codice delle obbligazioni (Diritto di locazione: disdetta per bisogno personale). La legge intendeva favorire il rapido recupero di un immobile locato da parte del proprietario in cao di bisogno personale. A tale scopo prevedeva che il bisogno personale del proprietario dovesse essere solo importante e attuale e non più anche urgente come finora previsto. Poiché tale condizione era meno severa e più semplice da dimostrare, per il proprietario sarebbe quindi stato più semplice disdire il contratto, risucendo inoltre i tempi spesso lunghi dei contenziosi.
Il Parlamento aveva approvato la legge, il Consiglio nazionale con 123 sì, 72 no e 1 astensione e il Consiglio degli Stati con 33 sì e 11 no. Contro la legge era stato chiesto un referendum da parte di un comitato che riteneva che la legge fosse vessatoria dei confronti di migliaia di inquilini e che il suo vero obiettivo fosse agevolare le disdette per poi aumentare ulteriormente le pigioni.

### Quarto quesito
Il quarto quesito riguardava la conferma della modifica del 22 dicembre 2023 della legge federale sull’assicurazione malattie (LAMal) (Finanziamento uniforme delle prestazioni). La legge intendeva ridurre i cosiddetti falsi incentivi che avevano fatto lievitare i costi sanitari stabilendo che tutte le prestazioni dell’assicurazione malattie obbligatoria sarebbero state finanziate congiuntamente dalle casse malati e dai Cantoni secondo la stessa chiave di ripartizione eliminando quindi la distinzione tra cure ambulatoriali (dispensate presso uno studio medico, un terapista o in ospedale senza pernottamento e interamente coperte dalle casse malati) e cure stazionarie (dispensate in ospedale con pernottamento e coperte per il 45% dalle casse malati e per il 55% dai Cantoni). Con la nuova legge i Cantoni avrebbero pertanto coperto almeno il 26,9 per cento dei costi e le casse malati al massimo il 73,1 per cento. Con questo finanziamento uniforme si favoriva quindi il ricorso alle cure ambulatoriali e si consentiva di evitare i ricoveri ospedalieri non necessari, producendo un risparmio di 440 milioni di franchi all'anno.
Il Parlamento aveva approvato la legge, il Consiglio nazionale con 141 sì, 42 no e 15 astensioni e il Consiglio degli Stati con 42 sì e 3 no. Contro la legge era stato chiesto un referendum da parte di un comitato che riteneva che la riforma conferisse alle casse malati troppo controllo sul sistema sanitario, costringesse la popolazione a pagare premi ancora più alti, promuovesse una medicina a due velocità e accelerasse il deterioramento dell’assistenza nelle case di riposo e a domicilio.

### Risultati
| Titolo sintetico                                                              | Sì        | Sì   | No        | No   | Nulli  | Totale    | Iscritti  | Affluenza | Cantoni a favore | Cantoni a favore | Cantoni contro | Cantoni contro | Risultato |
| Titolo sintetico                                                              | Voti      | %    | Voti      | %    | Nulli  | Totale    | Iscritti  | Affluenza | Pieni            | Mezzi            | Pieni          | Mezzi          | Risultato |
| ----------------------------------------------------------------------------- | --------- | ---- | --------- | ---- | ------ | --------- | --------- | --------- | ---------------- | ---------------- | -------------- | -------------- | --------- |
| Decreto sulla Fase di potenziamento 2023 delle strade nazionali               | 1.181.560 | 47,3 | 1.316.505 | 52,7 | 32.205 | 2.530.270 | 5.615.207 | 45,06%    | -                | -                | -              | -              | Respinto  |
| Modifica Codice delle obbligazioni (sublocazioni)                             | 1.196.643 | 48,4 | 1.274.818 | 51,6 | 49.968 | 2.521.429 | 5.615.207 | 44,90%    | -                | -                | -              | -              | Respinto  |
| Modifica Codice delle obbligazioni (disdetta locazioni per bisogno personale) | 1.141.693 | 46,2 | 1.331.134 | 53,8 | 49.183 | 2.522.010 | 5.615.207 | 44,91%    | -                | -                | -              | -              | Respinto  |
| Assicurazione malattie: finanziamento uniforme delle prestazioni              | 1.302.687 | 53,3 | 1.140.884 | 46,7 | 77.010 | 2.520.581 | 5.615.207 | 44,89%    | -                | -                | -              | -              | Approvato |